# Loamneș
Loamneș là một xã thuộc hạt Sibiu, România. Dân số thời điểm năm 2002 là 3300 người.